# Ellerau
Ellerau là một đô thị ở huyện Segeberg, bang Schleswig-Holstein, Đức. Đô thị Ellerau có diện tích 7,09 km², dân số thời điểm ngày 31 tháng 12 năm 2006 là 5671 người. Đô thị này có cự ly khoảng 23 km về phía bắc của Hamburg, và 10 km về phía tây bắc Norderstedt.